# Dans les forêts de Sibérie (film)
Cet article concerne le film. Pour l'essai, voir Dans les forêts de Sibérie.
Pour plus de détails, voir Fiche technique et Distribution.
Dans les forêts de Sibérie est un film d'aventures franco-russe réalisé par Safy Nebbou, sorti en 2016, adapté du récit autobiographique éponyme de Sylvain Tesson.

## Synopsis
Pour assouvir son besoin de liberté, Teddy décide de partir loin du bruit du monde, et s’installe seul dans une cabane, sur les rives gelées du lac Baïkal.
Une nuit, perdu dans le blizzard, il est secouru par Alexei, un Russe en cavale qui vit caché dans la forêt sibérienne depuis plusieurs années. 
Entre ces deux hommes que tout oppose, l’amitié va naître aussi soudaine qu’essentielle.

## Fiche technique
- Titre : Dans les forêts de Sibérie
- Réalisation : Safy Nebbou
- Scénario, adaptation, dialogues : Safy Nebbou et David Oelhoffen, librement adapté d'après l'ouvrage Dans les forêts de Sibérie de Sylvain Tesson (Éditions Gallimard, 2011)
- Musique : Ibrahim Maalouf
- Montage : Anna Riche
- Son : Laurent Cercleux, Franck Duval, Alexandre Fleurant, Fabien Devillers
- Mixage film et musique : Fabien Devillers
- Image : Gilles Porte (A.F.C.)
- Décor : Cyril Gomez-Mathieu
- Costumes : Anne David
- Directeur de production : Frédéric Sauvagnac
- Assistante réalisateur : Louna Morard
- Régisseur général : Arnaud Humann
- Directeur de post-production : Julian Azoulay
- Producteurs : Philip Boëffard et Christophe Rossignon
  - Productrice exécutive : Eve François Machuel
- Sociétés de Production : Nord-Ouest Films, France 3 Cinéma, Zéphyr Productions; Canal+, Ciné+, France Télévisions;
  - A Plus Image 5, Cofinova 12, Cinémage 10; Centre national du cinéma et de l'image animée, France Télévision Distribution;
  - Procirep, Angoa, Sacem
- Distribution : Paname Distribution et Other Angle Pictures
- Pays d'origine :  France et  Russie
- Durée : 1h39
- Genre : aventures, survie
- Dates de sortie :
  -  France : 15 juin 2016
- Visa d'exploitation : 141.909

## Distribution
- Raphaël Personnaz : Teddy
- Evgueni Sidikhine : Alexeï
- Vladimir Demtchikov : Micha
- Alexandre Doulov : Pavel
- Svetlana Oudikova : Lludmila
- Natacha Chabourova : Natacha
- Sergueï Oudikov : Volodia
- Igor Nelioubine : Vladimir
- Andreï Vlassov : le villageois
- Nina Ogdonova : la villageoise
- Nikolai Mostovschikov : Andreï
- Nikolaï Sergueïev : Igor
- Alyona Vladimirova : la vendeuse du kiosque à journaux
- Anton Yakovlev : le médecin
- Sergueï Vinogradov
- Anna Agadetskaya

## Production
Le film a été tourné en Sibérie, au lac Baïkal.
La première chose que Sylvain Tesson ait dite à Safy Nebbou au sujet de cette adaptation est que si le film était trop centré sur le livre, en ne parlant « que » des expériences d’un homme seul dans une cabane, il risquait d'ennuyer le spectateur. C'est dans cette optique que le metteur en scène, après en avoir discuté avec l'écrivain, a intégré au scénario un fugitif russe (Evgueni Sidikhine) se cachant dans ces grands espaces. Fugitif avec lequel Teddy (Raphaël Personnaz) se lie d'amitié.
Pour trouver l'acteur qui pourrait incarner ce personnage, Safy Nebbou a rencontré beaucoup d'acteurs russes. Dans une interview, le cinéaste a déclaré : Et puis ce type costaud est arrivé. Il est très connu en Russie pour avoir joué les méchants dans beaucoup de séries télévisées. Son silence me mettait mal à l’aise, mais ses yeux m’attendrissaient. Il a à la fois un côté enfantin et un côté très animal. Comme une évidence, j’ai senti immédiatement que c’était lui et j’ai découvert, par la suite, un acteur très puissant.
Le film Dans les forêts de Sibérie nous entretient des liens émotif et sensoriel que le personnage de Teddy attache à cette nature sauvage, au rythme des saisons. Safy Nebbou a voulu traiter ce sujet avec simplicité et sans faire de psychologie morale, pour que ce soit le spectateur qui se fasse sa propre idée sur la question.
Safy Nebbou et son équipe de tournage avaient pour référence Dersou Ouzala (1975) de Kurosawa davantage que le film plus récent de Sean Penn, Into the wild.
Certains personnages du roman que Sylvain Tesson avait rencontrés ont joué un rôle dans le film, ce qui a fait plaisir à l'écrivain. Safy Nebbou a choisi plusieurs acteurs amateurs pour renforcer l'authenticité du film. Dans une interview, le cinéaste a déclaré : De manière générale, les acteurs amateurs sont très à l’aise devant la caméra parce qu’ils n’ont aucun autre enjeu que de s’amuser. Ils jouent les scènes innocemment, comme le feraient des enfants. Souvent je disais à Raphaël de ne rien faire d’autre que de les regarder comme le ferait le spectateur qui découvre des figures qu’il n’a jamais vues à côté de chez lui. Quand celui qui vous raconte une histoire a le visage buriné et quelques phalanges en moins, on n’a qu’à l’observer.
Lorsque Safy Nebbou et son équipe organisaient des projections prises de vues pour les habitants du village où ils avaient tourné, ces derniers applaudissaient leur lac. Filmé de haut grâce à un drone, ils le trouvaient magnifique[réf. nécessaire].

## Distinctions
- César 2017 : meilleure musique originale pour Ibrahim Maalouf